# 棕鰭牙花鮨
棕鰭牙花鮨，為輻鰭魚綱鱸形目鱸亞目鮨科的其中一種，分布於中東太平洋區的夏威夷群島及強斯頓環礁海域，棲息深度43-260公尺，體長可達15.3公分，為底棲性魚類，屬肉食性，生活習性不明。

## 擴展閱讀
維基物種上的相關：棕鰭牙花鮨